# ديفيد كلارك
ديفيد كلارك (بالإنجليزية: David D. Clark) مواليد 7 أبريل 1944، عالم حاسوب ورائد إنترنت أمريكي، حائز على وسام ريتشارد هامينغ عام 1998.